# Salar de Olaroz
Salar de Olaroz je solná laguna (solná pláň) v departamentu Susques provincie Jujuy na severozápadě Argentiny. Solné jezero Olaroz je zároveň  - podobně, jako některé další solné laguny v Argentině, Bolívii a Chile - zdrojem lithia a uhličitanu draselného (potaše), jež jsou zde těženy ve stejnojmenném dole.

## Geografie
Salar de Olaroz se nachází v nadmořské výšce 3900 metrů v oblasti náhorní planiny Puna de Atacama ve střední části jihoamerických And. Celoroční úhrn srážek zde nedosahuje 100 mm, průměrná roční teplota je 8 °C. Nadmořská výška horských vrcholů v okolí laguny se pohybuje zhruba v rozpětí 4500 - 5500 metrů. Bezodtoké jezero Olaroz je jednou z mnoha solných lagun, které se vyskytují na planině Puna v oblasti trojmezí Argentiny, Bolívie a Chile.  Departament Susques je s rozlohou 9199 km² a necelými 4 tisíci obyvatel největším a zároveň nejřídčeji osídleným departamentem provincie Jujuy. Solné jezero je vzdáleno od San Salvadoru de Jujuy, metropole provincie Jujuy, vzdušnou čarou přibližně 160 km směrem na severozápad, pozemní cestou je uváděna vzdálenost od 230 do 270 km.